# Taschelhit
Taschelhit oder Schlöh, auch Tassussit, französisch Chleuh oder Souss-Tamazight, Eigenbezeichnung je nach Dialekt tašǝlḥit ~ tašǝlḥᵃit ~ tašǝlḥiyt, ist eine in Marokko vom Volk der Schlöh gesprochene Berbersprache.
Die Sprecherzahl wird auf etwa 6 bis 8 Millionen geschätzt. Die Schätzung ist deswegen unsicher, weil die Sprache nach Nordosten hin fließend in das Zentralatlas-Tamazight übergeht, mit dem ein Dialektkontinuum besteht. Wenn die Zahl korrekt ist, handelt es sich noch vor dem Kabylischen um die größte lebende Berbersprache. In Frankreich und Belgien lebt eine große Gemeinde aus Südmarokko, die die Sprache weiterhin pflegt.
Das Taschelhit verfügt über eine reiche und alte Schrifttradition in Nordafrika. Schon aus dem Mittelalter seit etwa 1100 n. Chr. liegen berbersprachliche Zeugnisse vor, die als Frühform des Taschelhit angesehen werden. Umfangreichere Werke setzen mit dem Dichter Muhammad Awzal (1680–1758) ein. Seit den 1970er Jahren liegen neue literarische Produktionen in dieser Sprache vor. Der Koran wurde in den letzten Jahren in diese Sprache übersetzt.
Der historische Sprachraum des Taschelhit ist Südmarokko (Essaouira, Marrakesch, Agadir, Tiznit, Taroudannt, Ouarzazate). Sprecher des Taschelhit sind oft dreisprachig: Neben Taschelhit sprechen sie Arabisch und Französisch.

## Lautsystem

### Konsonanten
Das Taschelhit unterscheidet folgende Konsonanten:
|                      | Labiale | Dentale | emphatische Dentale | Palatale | Velare | Labiovelare | Postvelare |
| -------------------- | ------- | ------- | ------------------- | -------- | ------ | ----------- | ---------- |
| stimmlose Plosive    |         | t       | ṭ                   | č        | k      | kw          | q          |
| stimmhafte Plosive   | b       | d       | ḍ                   | ǧ        | g      | gw          |            |
| stimmlose Frikative  | f       | s       |                     | š        | x      | xw          |            |
| stimmhafte Frikative |         | z       | ẓ                   | ž        | ɣ      | ɣw          |            |

Dazu kommen m, n, l, r, w, y, sowie nur in arabischen Wörtern auch h und die Pharyngale ḥ (stimmlos) und ʕ (stimmhaft).
Die Konsonanten ṭ und q steht meist nur als Längen (ṭṭ, qq) und entsprechen dann einem einfachen ḍ bzw. ɣ, die normalerweise nicht gelängt werden. Wegen des Vorhandenseins arabischer Fremdwörter, in denen auch einzelne ṭ und q vorkommen, gilt diese Regel aber nicht konsequent.
Die emphatischen Konsonanten entsprechen in der Aussprache den entsprechenden Lauten des Arabischen, werden also mit verengtem Mundraum gesprochen und führen zu einer charakteristischen Verfärbung (Zentralisierung) benachbarter Vokale.

### Vokale
Es werden nur vier Vokale unterschieden: a, i, u und ǝ. Im Gegensatz zu den Konsonanten unterscheiden die Vokale des Taschelhit nicht zwischen Kürzen und Längen, abgesehen davon, dass ǝ generell kurz zu sprechen ist, a, i und u dagegen mittellang sein können.

#### Murmelvokal
Der Murmelvokal ǝ steht nur zwischen schwer aussprechbaren Konsonantengruppen, wobei sich seine Position praktisch vollkommen vorhersagen lässt. Daher könnte man es in der Notation fortlassen und nicht als Phonem betrachten. Hier wird es aber notiert wie auch u. a. in der Grammatik von Aspinion. In der Morphologie wird das ǝ häufig verschoben, um eine bessere Silbenstruktur zu erreichen; man vergleiche:
- fǝhmǝɣ „ich habe verstanden“, aber ifhǝm „er hat verstanden“
- tǝskǝrt „du tust“, aber tǝskǝrm „ihr tut“
- issǝn „er weiß“, aber ssnǝɣ „ich weiß“

Die Regeln für das Einfügen von ǝ sind nicht ganz einfach, doch lassen sich zwei wichtige Grundsätze angeben:
- ǝ steht nie in offener Silbe
- ǝ wird bevorzugt vor Konsonanten mit hoher Sonorität eingefügt, also z. B. lieber vor m, n, r, l als vor t, k, s.

Aufgrund der letzteren Regel sagt man skǝr „tun“, aber sǝrs „legen“ (beide Verben gehören zur selben Konjugationsklasse).

#### Betonung
Die Betonung gilt im Taschelhit als wenig relevant und wird selten notiert oder in Grammatiken besprochen.

## Grammatik

### Personalpronomen
Die Pronomina des Taschelhit machen in den meisten grammatischen Personen (außer in der 1. Pers. Sg.) einen Genusunterschied, während das Deutsche nur in der 3. Pers. Sg. zwischen „er“ und „sie“ differenziert.
|                    | selbständig | Suffixe nach Präposition | Possessivsuffixe | akkusativische Objektsuffixe | dativische Objektsuffixe |
| ------------------ | ----------- | ------------------------ | ---------------- | ---------------------------- | ------------------------ |
| 1. sg. „ich“       | nəkki       | Ø oder -i                | -inu             | -yyi                         | -yyi                     |
| 2. sg. mask. „du“  | kiyyi       | -k                       | -nnək            | -k                           | -ak                      |
| 2. sg. fem. „du“   | kəmmi       | -m                       | -nnəm            | -kəm                         | -am                      |
| 3. sg. mask. „er“  | nətta       | -s                       | -nnəs            | -t                           | -as                      |
| 3. sg. fem. „sie“  | nəttat      | -s                       | -nnəs            | -tt                          | -as                      |
| 1. pl. mask. „wir“ | nəkkni      | -nəɣ                     | -nnəɣ            | -aɣ                          | -aɣ                      |
| 1. pl. fem. „wir“  | nəkkənti    | -nəɣ                     | -nnəɣ            | -aɣ                          | -aɣ                      |
| 2. pl. mask. „ihr“ | kwənni      | -un                      | -nnun            | -kwən                        | -awən                    |
| 2. pl. fem. „ihr“  | kwənnimti   | -unt                     | -nnunt           | -kwənt                       | -awənt                   |
| 3. pl. mask. „sie“ | nəttni      | -sən                     | -nnsən           | -tən                         | -asən                    |
| 3. pl. fem. „sie“  | nəttənti    | -sənt                    | -nnsənt          | -tənt                        | -asənt                   |

### Substantiv

#### Genus
Die Substantive unterscheiden zwei Genera: Maskulinum und Femininum. Das Genus kann man im Allgemeinen an der Form erkennen:
Maskulina beginnen meist mit einem Vokal a- oder i-, seltener mit u- oder wa-. Feminina setzen noch ein t- davor und beginnen mit ta-, ti oder tu- und sie haben zusätzlich eine Endung -t, die nach Konsonant immer steht, nach Vokal aber fehlen kann. Die Bildung der Genera kann man an Beispielen wie den folgenden illustrieren:
- afullus „Hahn“ – tafullust „Huhn“
- izǝm „Löwe“ – tizǝmt „Löwin“
- aɣaḍ „männliche Ziege“ – taɣaṭṭ „weibliche Ziege“ (ṭṭ aus ḍ + t)
- ašǝlḥi „Schǝlh-Mann“ – tašǝlḥit „Schǝlh-Frau“ (gleichzeitig auch Name der Sprache)

Man erkennt an Erscheinungen in der Morphologie (Details unten), dass mindestens die Präfixvokale a- und i- ursprünglich meist nicht zum Stamm gehörten. Insbesondere das a- fällt noch heute in gewissen Formen des Substantivs fort. Es gibt aber auch Substantive, bei denen a- oder i- als Bestandteil des Stammes anzunehmen ist und daher immer erhalten bleibt.
Weitere Beispiele für Maskulina:
- amlal „Sand“
- iḍ „Nacht“
- ul „Herz“
- warǝẓẓan „Wespe“
- laẓ „Hunger“ (eines der selteneren Beispiele ohne initialen Vokal)
- amjut „Glatzkopf“

Weitere Beispiele für Feminina:
- tafukt „Sonne“
- tiyni „Dattel“ (ein Beispiel ohne auslautendes -t)
- tuẓẓumt „Mitte“

Manchmal bezeichnet ein maskuliner Ausdruck ein Kollektivum und das entsprechende Femininum das Individuum:
- aẓalim „Zwiebel(n) (kollektiv)“ – taẓalimt „(einzelne) Zwiebel“

In einigen Fällen kann die Feminin-Ableitung die Bedeutung eines Diminutivs haben:
- afus „Hand“ – tafust „Händchen“

#### Arabische Substantive
In das Taschelhit wurden zahlreiche arabische Substantive entlehnt. Diese sind ebenfalls entweder Maskulina oder Feminina, zeigen aber in den meisten Fällen nicht die charakteristischen Präfixe, wohl aber das Femininsuffix -t. Stattdessen beinhalten sie am Anfang den arabischen bestimmten Artikel (l-, oft assimiliert, was zu einem Doppelkonsonanten führt), der allerdings die Bedeutung eines Artikels verloren hat, denn im Taschelhit wird grundsätzlich nicht zwischen bestimmten und unbestimmten Substantiven unterschieden:
Beispiele für Maskulina arabischen Ursprungs:
- lkas „Glas“
- ttažǝr „Händler“
- ssuq „Markt“

Beispiele für Feminina arabischen Ursprungs:
- lǝʕfit „Feuer“
- nnqwǝrt „Silber“
- ddunit „Welt“

#### Plural
Substantive unterscheiden die zwei Numeri Singular und Plural. Die Bildungsweise ist kompliziert und schwer vorhersagbar. Folgende Regeln lassen sich angeben:
Die typischen Endungen lauten -ǝn für Maskulina und -in für Feminina, wobei -in die Endung -t des Singulars ersetzt. Außerdem wird bei den meisten mit a- beginnenden Substantiven dieser Vokal durch i- ersetzt, entsprechend bei Feminina ta- durch ti-. Hier ist anzunehmen, dass a- nicht zum Stamm des Substantivs gehört, sondern ein Singularzeichen ist, das durch ein Pluralzeichen i- ersetzt wird. Beispiele für Maskulina:
- adrar „Berg“ – idrarǝn „Berge“
- argaz „Mann“ – irgazǝn „Männer“
- ašǝlḥi „Schǝlh-Mann“ – išǝlḥiyn „Schǝlh-Männer“ (-i wird vor der Pluralendung zu -iy)

Beispiele für Feminina:
- tamɣart „Frau“ – timɣarin „Frauen“
- tafullust „Huhn“ – tifullusin „Hühner“
- tašǝlḥit „Schǝlh-Frau“ – tišǝlḥiyin „Schǝlh-Frauen“

In anderen Substantiven bleibt ein a- hingegen stabil. Hier ist anzunehmen, dass das a- zum Stamm des Substantivs gehört:
- agwmar „Pferd“ – agwmarǝn „Pferde“
- tagant „Wald“ – taganin „Wälder“

Initiales i- und u- bleibt generell unverändert:
- igigil „Waise“ – igigilǝn „Waisen“
- tizlǝft „Ähre“ – tizǝlfin „Ähren“
- urar „Lied“ – urarǝn „Lieder“

Viele Substantive zeigen abweichende Endungsvarianten, z. B.:
- usu „Bett“ – usutǝn „Betten“
- igǝr „Feld“ – igran „Felder“
- isǝm „Name“ – ismawǝn „Namen“
- taɣawsa „Sache“ – tiɣawsiwin „Sachen“
- itri „Stern“ – itran „Sterne“
- awal „Wort“ – iwaliwǝn „Wörter“

Ein weiteres Kennzeichen des Plurals kann sein, dass im Stamm ein Vokal -a- eingefügt oder ein anderer Vokal durch -a- ersetzt wird. Bei längeren Wörtern kommt auch Einfügung von -i-a- oder -u-a- vor. Bei Vorhandensein solcher Vokalwechsel wird meist auf die Pluralendung verzichtet. Beispiele für Maskulina:
- usmǝn „Blitz“ – usman „Blitze“
- amǝddakkul „Freund“ – imǝddukkal „Freunde“
- iḍ „Nacht“ – aḍan „Nächte“
- amǝẓẓuɣ „Ohr“ – imǝẓẓaɣ „Ohren“
- uššǝn „Schakal“ – uššann „Schakale“
- ass „Tag“ – ussan „Tage“
- agḍiḍ „Vogel“ – igḍaḍ „Vögel“
- amǝdlu „Wolke“ – imǝdla „Wolken“

Beispiele für Feminina:
- tazzwit „Biene“ – tizzwa „Bienen“
- taḥanut „Geschäft“ – tiḥuna „Geschäfte“
- tamazirt „Land“ – timizar „Länder“
- tagǝrtilt „Matte“ – tigǝrtal „Matten“
- timǝzgida „Moschee“ – timǝzgadiwin „Moscheen“
- tasarut „(der) Schlüssel“ – tisura „(die) Schlüssel“

Vereinzelt tritt im Plural eine Konsonantenverdopplung auf:
- afus „Hand“ – ifassǝn „Hände“

Einige Ausdrücke, die keines der gängigen Präfixe aufweisen, bilden ihren Plural durch Voranstellung eines Elements id-:
- baba „mein Vater“ – id-baba „meine Väter“
- warǝẓẓan „Wespe“ – id-warǝẓẓan „Wespen“

Ganz unregelmäßig sind u. a.:
- tiṭṭ „Auge“ – allǝn „Augen“
- gwma „mein Bruder“ – aytma „meine Brüder“
- aydi „Hund“ – iḍan „Hunde“
- illi „meine Tochter“ – isti „meine Töchter“

Substantive arabischer Herkunft behalten typischerweise ihre arabische Pluralform, die z. B. im Taschelhit sonst unübliche Vokalwechsel zeigt:
- lktab „Buch“ – lktub „Bücher“
- ssuq „Markt“ – laswaq „Märkte“
- lbhimt „Tier“ – lbhaym „Tiere“
- luqt „Zeit“ – lawqat „Zeiten“

Einige Substantive, darunter manche Bezeichnungen für Flüssigkeiten, kommen nur im Plural vor:
- idammǝn „Blut“
- tillas „Dunkelheit“ (fem.pl.)
- lflus „Geld“
- mǝddǝn „Leute“
- aman „Wasser“

#### État d’annexion
Mit diesem französischen Begriff (etwa „verbundener Status“, die Berberologie ist traditionell französisch geprägt) wird eine spezielle Form des Substantivs bezeichnet und von der Normalform, dem état libre („freier Status“), unterschieden. Diese Form wird verwendet:
- für das Subjekt, sofern es unmittelbar nach dem Verb steht
- nach Präpositionen einschließlich der Genitivpartikel n

Den état d’annexion bildet man durch Veränderungen am Wortanfang. Als Beispiele werden hier Vorkommen nach Präpositionen gegeben. Die Regeln sind wie folgt:
Das Nominalpräfix a- maskuliner Substantive entfällt und wird durch u- ersetzt. Das Präfix ta- femininer Substantive wird zu t(ǝ)-. In beiden Fällen geht also das a verloren:
- argaz „Mann“ – i-urgaz „dem Mann“
- amɣar „Chef“ – d-umɣar „mit dem Chef“
- tamɣart „Frau“ – i-tǝmɣart „der Frau“
- taḥanut „Geschäft“ – ɣ-tḥanut „im Geschäft“
- tašǝlḥit „Taschelhit (Sprache)“ – s-tšǝlḥit „auf taschelhit (sprechen)“

Einige Substantive bewahren jedoch das a- bzw. ta- im état d’annexion. Sofern es sich um Maskulina handelt, bekommen sie außerdem ein Präfix w-. Es handelt sich mehr oder weniger um dieselben Substantive, die auch im Plural das a- bewahren, wenn auch beide Mengen nicht vollkommen deckungsgleich sind. Bei diesen Substantiven ist anzunehmen, dass das a- kein Präfix ist, sondern zum Stamm des Substantivs gehört:
- aman „Wasser“ – ɣ-waman „im Wasser“
- tagant „Wald“ – ɣ-tagant „im Wald“

Hier noch einmal ein Überblick über das unterschiedliche Verhalten von Substantiven mit variablem Präfixvokal und solchen mit konstantem (zum Stamm gehörigem) Vokal:
|        | Stamm  | Normalform | état d’annexion | Plural    |
| ------ | ------ | ---------- | --------------- | --------- |
| „Frau“ | -mɣar- | ta-mɣart   | tǝ-mɣart        | ti-mɣarin |
| „Wald“ | -agan- | t-agant    | t-agant         | t-aganin  |

Beim Nominalpräfix i- gibt es in ähnlicher Weise solche Substantive, die es verlieren (i- ist Präfix) und solche, die es erhalten (i- gehört zum Stamm). Dies ist am besten bei Feminina erkennbar:
- tigǝmmi „Haus“ – s-tgǝmmi „in das Haus“ (Stamm gǝmmi)
- tisǝnt „Salz“ – s-tisǝnt „mit Salz“ (Stamm isǝnt)

Im Prinzip sind bei Maskulina ebenfalls zwei Gruppen festzustellen, nämlich solche Substantive, die das i- bewahren, und solche, die es zu yi- verändern:
- ifri „Höhle“ – ɣ-ifri „in der Höhle“
- igǝr „Feld“ – ɣ-yigǝr „auf dem Feld“

Der recht subtile Unterschied zwischen i- und yi- ist allerdings nicht bei allen Sprechern hörbar.
Man geht davon aus, dass der état d’annexion maskuliner Substantive auf i- generell mit dem Präfix y- gebildet wird. igǝr „Feld“ hat einen konstanten Vokal, zu dem das y- hinzukommt. ifri „Höhle“ hat einen variablen Vokal, der abfällt, woraufhin sich theoretisch ein *y-fri ergibt, das dann aber wieder als ifri realisiert wird. Der Plural der Substantive auf i- offenbart diesen Unterschied überhaupt nicht, da das Pluralpräfix ebenfalls i- lautet und man nicht erkennen kann, ob der Anlaut i- erhalten bleibt oder ob er abfällt und durch das Pluralpräfix ersetzt wird:
|         | Stamm  | Normalform | état d’annexion  | Plural |
| ------- | ------ | ---------- | ---------------- | ------ |
| „Höhle“ | -fri-  | i-fri      | (*y-fri) > i-fri | i-fran |
| „Feld“  | -igǝr- | igǝr       | y-igǝr           | igran  |

Maskuline Substantive auf u- bilden den état d’annexion auf wu-:
- urti „Garten“ – ɣ-wurti „im Garten“

Das Pluralpräfix i- gilt als nicht konstant, fällt also im état d’annexion ab:
- timɣarin „Frauen“ – d-tǝmɣarin „mit den Frauen“

Bei Maskulina bleibt das i- scheinbar erhalten; in Wirklichkeit handelt es sich aber um eine Realisierung des y-:
- irgazǝn „Männer“ – d-irgazǝn (für *d-y-rgazǝn) „mit den Männern“

Substantive, die keinen der regulären Präfixvokale haben, darunter insbesondere auch die Substantive arabischer Herkunft, bleiben im état d’annexion unverändert:
- ssuq „Markt“ – ɣǝ-ssuq „auf dem Markt“
- lǝbḥar „Meer“ – ɣǝ-lbḥar „auf dem Meer“
- baba „mein Vater“ – i-baba „meinem Vater“ (i ist Dativpräposition)

### Demonstrativum
Das Demonstrativum wird durch unveränderliche Suffixe am Substantiv wiedergegeben und gilt für Singular und Plural, z. B. -ad „dieser“, „diese“:
- afrux-ad „dieser Junge“
- irgazǝn-ad „diese Männer“
- tafruxt-ad „dieses Mädchen“
- tifrax-ad „diese Mädchen“
- tamghart-ad „diese Frau“
- timgharin-ad „diese Frauen“

### Possession

#### Nominale Possession
Im Taschelhit folgt, wie in allen Berbersprachen, der Possessor immer auf das Possessum. Wenn der Possessor nominal ist, geht ihm das Verbindungselement n voran (etwa als Präposition „von“ zu verstehen), und der Possessor tritt in den état d’annexion. Das n wird dem folgenden Konsonanten oft assimiliert:
- argaz „Mann“ – aydi n-urgaz (oder w-wrgaz) „der Hund des Mannes“
- uššǝn „Schakal“ – aḍar n-wuššǝn (oder w-wuššǝn) „der Fuß des Schakals“
- atay „Tee“ – lkas n-watay (oder w-watay) „das Glas Tee“
- tigǝmmi „Haus“ – imi n-tgǝmmi „der Eingang (wörtlich: Mund) des Hauses“
- lʕarba „Mittwoch“ – ssuq n-lʕarba (oder l-lʕarba) „der Mittwochmarkt“

#### Pronominale Possession
Bei pronominalem Possessor werden die Possessivsuffixe verwendet, die oben im Abschnitt „Personalpronomen“ aufgeführt sind:
- agwmar-inu „mein Pferd“ – agwmar-ǝnnǝk „dein Pferd“ – etc.
- ism-ǝnnǝs „sein Name“ – ism-ǝnnsǝn „ihr (pl.) Name“

-inu „mein“ lautet nach Vokal nur -nu:
- tarwa-nu „meine Kinder“

#### Verwandtschaftstermini
Es existieren eine Reihe von Verwandtschaftstermini, die folgende Besonderheiten aufweisen:
- Die Grundform inhäriert schon „mein“, folglich wird kein Possessivsuffix der 1.Pers.sg. verwendet.
- Vor den pluralischen Suffixen wird zusätzlich ein -t- eingeschoben.
- Eine direkte Verbindung mit nominalem Possessor ist nicht möglich, sondern es muss zusätzlich ein Possessivsuffix der 3. Person stehen.

Beispiele:
- baba „mein Vater“ – baba-s „sein Vater“ – baba-t-nǝɣ „unser Vater“
- iwi „mein Sohn“ – iwi-s „sein Sohn“ – iwi-s n-umɣar „der Sohn des Chefs“

Ebenso verhalten sich imma „(meine) Mutter“, illi „(meine) Tochter“, gwma „(mein) Bruder“ und ultma „(meine) Schwester“. Durch die Begriffe „mein Bruder“ gw-ma und „meine Schwester“ ult-ma dokumentiert das Berberische die alte Verwandtschaftsbeziehung der berberischen Gesellschaft, die über die Mutter läuft. Denn gw-ma heißt wörtlich: „der Sohn meiner Mutter“ und ult-ma heißt „die Tochter meiner Mutter“. Die ganze Verwandtschaft läuft über die Mutter, und selbst der Onkel mütterlicherseits spielt eine sehr große Rolle für die Kinder seiner Schwester. Man sollte diese Ausdrücke besser so schreiben: U-ma (mein Bruder = Sohn meiner Mutter) und Ult-ma (meine Schwester = Tochter meiner Mutter).
Die Ausdrücke u „Sohn von“ und ult „Tochter“ sowie deren Plural ayt „Söhne von“ und ist „Töchter“ von bilden die Besonderheit des Berberischen insgesamt:
- u brahim „der Sohn von Brahim“
- ayt brahim „die Söhne von Brahim“
- ayt-ma „Söhne meiner Mutter = meine Brüder“
- ult-ma „Tochter meiner Mutter = meine Schwester“
- ist-ma „Töchter meiner Mutter (Pl) = meine Schwestern“ (Plural)

### Verb

#### Imperativ
Der Imperativ Singular stellt die kürzeste Form des Verbs dar und ist identisch mit dem Stamm. Man bildet zwei Pluralformen mit Hilfe der Endungen -at (maskulin) bzw. -amt (feminin):
- skǝr „tu!“ – skrat, skramt „tut!“
- ini „sag!“ – iniyat, iniyamt „sagt!“

#### Personalaffixe
Das Verb nimmt Personalaffixe an, die mit dem Subjekt kongruieren. Wie in anderen Berbersprachen auch stehen diese teils vor und teils hinter dem Verb. Die Affixe sind für alle Verben und Tempora dieselben. Da sie das Subjekt eindeutig bezeichnen, kann im Gegensatz zum Deutschen meist auf zusätzliche Subjektpronomina verzichtet werden.
Die folgende Tabelle gibt die Affixe in Isolation an sowie beispielhaft für das Präteritum der beiden Verben ǝfk „geben“ und skǝr „tun“. Generell ist die Einfügung und das Umspringen des ǝ-Vokals zu beobachten, um die Silbenstruktur zu verbessern.
|              | Affixe | „gab“   | „tat“    |
| ------------ | ------ | ------- | -------- |
| 1. sg.       | ─ɣ     | fkiɣ    | skrǝɣ    |
| 2. sg.       | t─t    | tǝfkit  | tǝskǝrt  |
| 3. sg. mask. | i─     | ifka    | iskǝr    |
| 3. sg. fem.  | t─     | tǝfka   | tǝskǝr   |
| 1. pl.       | n─     | nǝfka   | nǝskǝr   |
| 2. pl. mask. | t─m    | tǝfkam  | tǝskrǝm  |
| 2. pl. fem.  | t─mt   | tǝfkamt | tǝskrǝmt |
| 3. pl. mask. | ─n     | fkan    | skrǝn    |
| 3. pl. fem.  | ─nt    | fkant   | skrǝnt   |

#### Stammformen
Die wichtigsten Stammformen der Verben sind der Aorist, das Präteritum, die nach der Negation ur „nicht“ verwendete Variante des Präteritums, sowie der Durativ. Im Folgenden werden diese Formen immer in der 3. Pers. sg. mask., also mit dem Präfix i- (y-), angegeben. Die Form des Aorist ohne dieses Präfix ist mit dem Imperativ identisch. Insgesamt ist die Bildung des Durativs am schwierigsten. Hier gibt es auch nicht selten mehrere Varianten und Dialektunterschiede.
Die Stämme vieler Verben bestehen aus drei Konsonanten und enthalten als Vokal nur ǝ. Das übliche Muster ist hier, dass Aorist und Präteritum gleich sind, das negierte Präteritum aber ein -i- vor dem letzten Konsonanten einfügt. Im Durativ kann der mittlere Konsonant verdoppelt (gelängt) werden:
|             | Aorist | Präteritum | negiertes Präteritum | Durativ    |
| ----------- | ------ | ---------- | -------------------- | ---------- |
| „aufstehen“ | inkǝr  | inkǝr      | ur inkir             | ar inǝkkǝr |
| „begraben“  | imḍǝl  | imḍǝl      | ur imḍil             | ar imǝṭṭǝl |
| „eintreten“ | ikšǝm  | ikšǝm      | ur ikšim             | ar ikǝššǝm |

Andere Verben haben im Durativ keine Konsonantenverdopplung, sondern fügen zwischen dem zweiten und dritten Konsonanten den Vokal -a- ein:
|         | Aorist | Präteritum | negiertes Präteritum | Durativ  |
| ------- | ------ | ---------- | -------------------- | -------- |
| „legen“ | isǝrs  | isǝrs      | ur isris             | ar isras |
| „tun“   | iskǝr  | iskǝr      | ur iskir             | ar iskar |

Wieder andere Verben zeigen im Durativ ein Präfix tt-. Dies betrifft insbesondere solche Verben, deren erste beide Konsonanten identisch sind:
|             | Aorist | Präteritum | negiertes Präteritum | Durativ     |
| ----------- | ------ | ---------- | -------------------- | ----------- |
| „schließen“ | iqqǝn  | iqqǝn      | ur iqqin             | ar ittǝqqǝn |
| „wissen“    | issǝn  | issǝn      | ur issin             | ar ittǝssǝn |

Wieder andere Verben kombinieren im Durativ das tt-Präfix mit dem -a-Infix. Dies betrifft besonders einen Großteil der Verben arabischen Ursprungs:
|             | Aorist | Präteritum | negiertes Präteritum | Durativ     |
| ----------- | ------ | ---------- | -------------------- | ----------- |
| „arbeiten“  | ixdǝm  | ixdǝm      | ur ixdim             | ar ittǝxdam |
| „verstehen“ | ifhǝm  | ifhǝm      | ur ifhim             | ar ittfham  |
| „wohnen“    | izdǝɣ  | izdǝɣ      | ur izdiɣ             | ar ittǝzdaɣ |

Andere Stämme besitzen nur zwei Konsonanten und als Vokal ebenfalls nur ǝ. Die meisten dieser Verben fügen im Präteritum (aber nicht im Aorist) einen variablen Vokal an. Dieser lautet in der 1.Pers.sg. und 2.Pers.sg. -i, in den anderen Personen -a, im negierten Präteritum durchgängig -i. Ein vollständig durchkonjugiertes Beispiel für ein Verb mit variablem Vokal (ǝfk „geben“) findet sich oben in dem Abschnitt „Personalaffixe“. Im Durativ kann der zweite Konsonant verdoppelt und ein -a dahintergestellt werden:
|         | Aorist | Präteritum | negiertes Präteritum | Durativ |
| ------- | ------ | ---------- | -------------------- | ------- |
| „sehen“ | iẓǝr   | iẓra       | ur iẓri              | iẓǝrra  |
| „töten“ | inǝɣ   | inɣa       | ur inɣi              | inǝqqa  |

Andere Stämme dieser Art verdoppeln im Durativ nicht den zweiten, sondern den ersten Konsonanten und fügen -a- dann auch nach diesem ein. Diese Verben konjugieren teils nach dem Typus skǝr „tun“, teils nach dem Typus ẓǝr „sehen“, also mit variablem Vokal im Präteritum:
|                     | Aorist | Präteritum | negiertes Präteritum | Durativ  |
| ------------------- | ------ | ---------- | -------------------- | -------- |
| „fallen“            | iḍǝr   | iḍǝr       | ur iḍir              | ar iṭṭar |
| „kaufen“            | isǝɣ   | isɣa       | ur isɣi              | ar issaɣ |
| „lassen, verlassen“ | ifǝl   | ifǝl       | ur ifil              | ar iffal |
| „mahlen“            | iẓǝḍ   | iẓǝḍ       | ur iẓiḍ              | ar iẓẓaḍ |
| „zeigen“            | imǝl   | imla       | ur imli              | ar immal |

Verben auf -i sind eigentlich als Verben auf -y aufzufassen, in denen *-ǝy nur als -i realisiert wird. Sie sind im Grunde regelmäßig, allerdings klingen -i und -iy gleich, so dass die Sonderform des negativen Präteritums entfällt:
|               | Aorist | Präteritum | negiertes Präteritum | Durativ    |
| ------------- | ------ | ---------- | -------------------- | ---------- |
| „gießen“      | iffi   | iffi       | ur iffi              | ar ittǝffi |
| „nehmen“      | iɣwi   | iɣwi       | ur iɣwi              | ar iqqway  |
| „vorbeigehen“ | izri   | izri       | ur izri              | ar izray   |

Die meisten Verben auf -u haben hingegen im Präteritum anstelle des -u einen variablen Vokal. Sie tendieren zur Durativbildung mit Konsonantenverdopplung:
|           | Aorist | Präteritum | negiertes Präteritum | Durativ                            |
| --------- | ------ | ---------- | -------------------- | ---------------------------------- |
| „bauen“   | ibnu   | ibna       | ur ibni              | ar ibǝnnu ~ ar ibǝnna              |
| „gehen“   | iftu   | ifta       | ur ifti              | ar ifǝttu                          |
| „riechen“ | ikḍu   | ikḍa       | ur ikḍi              | ar ikǝṭṭu ~ ar ikǝṭṭa ~ ar ittǝkḍu |

Anstelle des ersten Konsonanten kann ein Vokal stehen. Dieser lautet im Aorist a-, im (positiven wie negativen) Präteritum u-. Der Durativstamm solcher Verben beginnt in der Regel mit tta-:
|            | Aorist | Präteritum | negiertes Präteritum | Durativ    |
| ---------- | ------ | ---------- | -------------------- | ---------- |
| „gebären“  | yaru   | yuru       | ur yuriw             | ar ittaru  |
| „nehmen“   | yamẓ   | yumẓ       | ur yumiẓ             | ar ittamẓ  |
| „schicken“ | yazǝn  | yuzǝn      | ur yuzin             | ar ittazǝn |

Einige Verben dieser Art haben zusätzlich einen variablen Vokal im Präteritum:
|             | Aorist | Präteritum | negiertes Präteritum | Durativ   |
| ----------- | ------ | ---------- | -------------------- | --------- |
| „finden“    | yaf    | yufa       | ur yufi              | ar ittaf  |
| „schreiben“ | yara   | yura       | ur yuri              | ar ittara |

oder stellen (wie der Typ ibnu „bauen“) ein -u des Aorists einem variablen Vokal im Präteritum gegenüber:
|                | Aorist | Präteritum | negiertes Präteritum | Durativ   |
| -------------- | ------ | ---------- | -------------------- | --------- |
| „zurückkommen“ | yaḍu   | yuḍa       | ur yuḍi              | ar ittaḍu |

Dann gibt es Verben, deren Stamm im Aorist mit i-, im Präteritum ohne diesen Vokal beginnt. Das Präteritum zeigt stattdessen bei einigen Verben eine Konsonantenverdopplung:
|                       | Aorist | Präteritum | negiertes Präteritum | Durativ   |
| --------------------- | ------ | ---------- | -------------------- | --------- |
| „sagen“               | yini   | inna       | ur inni              | ar ittini |
| „(an einem Ort) sein“ | yili   | illa       | ur illi              | -         |
| „wollen“              | yiri   | ira        | ur iri               | ar ittiri |

Einige Präteritalformen solcher Verben:
- nniɣ „ich sagte“ – tǝnnit „du sagtest“ – inna „er sagte“ – nnan „sie sagten“
- riɣ „ich wollte“ – trit „du wolltest“ – ira „er wollte“ – ran „sie wollten“

Auch ein Vokal innerhalb der Wurzel kann sich zwischen Aorist und Präteritum verändern. Hier sind mehrere Ablauttypen belegt:
|                  | Aorist | Präteritum | negiertes Präteritum | Durativ     |
| ---------------- | ------ | ---------- | -------------------- | ----------- |
| „geboren werden“ | ilal   | ilul       | ur ilul              | ar ittlala  |
| „können“         | iẓḍir  | iẓḍar      | ur iẓḍar             | ar ittiẓḍir |
| „vorangehen“     | izwur  | izwar      | ur izwar             | ar izǝggur  |
| „zurückgeben“    | irar   | irur       | ur irur              | ar ittrara  |

Manche Verben sind „starr“ und benutzen im Aorist und positiven wie negativen Präteritum denselben Stamm:
|            | Aorist  | Präteritum | negiertes Präteritum | Durativ     |
| ---------- | ------- | ---------- | -------------------- | ----------- |
| „fordern“  | iḍalǝb  | iḍalǝb     | ur iḍalǝb            | ar ittḍalab |
| „hören“    | issfǝld | issfǝld    | ur issfǝld           | ar issflid  |
| „meinen“   | iɣal    | iɣal       | ur iɣal              | ar ittɣal   |
| „schlagen“ | yut     | yut        | ur yut               | ar ikkat    |
| „sprechen“ | isawl   | isawl      | ur isawl             | ar isawal   |

Bei manchen Verben ist zu beobachten, dass ein anlautender Labial im Durativ entfällt und an seiner Stelle der Vokal a erscheint:
|            | Aorist | Präteritum | negiertes Präteritum | Durativ             |
| ---------- | ------ | ---------- | -------------------- | ------------------- |
| „beginnen“ | ibdu   | ibda       | ur ibdi              | ar yadda ~ ar yaddu |
| „geben“    | ifk    | ifka       | ur ifki              | ar yakka            |
| „teilen“   | ibḍu   | ibḍa       | ur ibḍi              | ar yaṭṭa ~ ar yaṭṭu |

Schließlich gibt es Verben, die Mischtypen verschiedener Art darstellen oder sonst unregelmäßig sind. Beispiele:
|           | Aorist | Präteritum | negiertes Präteritum | Durativ     | Bemerkung                                        |
| --------- | ------ | ---------- | -------------------- | ----------- | ------------------------------------------------ |
| „essen“   | išš    | išša       | ur išši              | ar išǝtta   | unregelmäßiger Durativ                           |
| „rufen“   | iɣǝr   | iɣra       | ur iɣri              | ar yaqqra   | unregelmäßiger Durativ                           |
| „sterben“ | immǝt  | immut      | ur immut             | ar itmǝttat | Einfügung von -u- im Präteritum ist ungewöhnlich |
| „trinken“ | isu    | iswa       | ur iswi              | ar issa     | Stamm sw, im Aorist wird *isw als isu realisiert |

#### Aorist
Der einfache Aorist hat keine eigenständige Tempusbedeutung, sondern setzt das Tempus eines vorhergehenden Verbs fort. Im folgenden Beispiel setzt es einen Imperativ fort:
ftu s-lǝmdint taḍut s-tgǝmmi-nnǝk
geh in-Stadt du-kehrst-zurück(AOR) zu-Haus-dein
„geh in die Stadt und kehre dann in dein Haus / zu dir nach Hause zurück!“
Sehr oft wird der Aorist mit einem Präfix ad- kombiniert, was dann einer Wunschform entspricht:
- ad-ftun „sie sollen gehen“

Das auslautende -d dieses Präfixes wird vor t- und n- assimiliert, und vor i-/y- in der 3.Pers.sg.mask. kann es ganz ausfallen (dieser Ausfall findet nicht in allen Dialekten statt):
- ad-amẓǝɣ „ich möge nehmen“
- at-tamẓt „du mögest nehmen“
- a-yamẓ oder ad-yamẓ „er möge nehmen“
- at-tamẓ „sie möge nehmen“
- an-namẓ „wir mögen nehmen“
- ad-amẓǝn „sie mögen nehmen“

Diese Form steht auch nach Modalverben; man kann sich dann ad- etwa als Entsprechung des deutschen „dass“ denken:
- riɣ a-iftu „ich wollte, dass er geht“
- riɣ ad-ftuɣ *„ich wollte, dass ich gehe“, d. h.: „ich wollte gehen“
- ssnǝɣ ad-sawlǝɣ s-tšǝlḥit „ich kann taschelhit sprechen“

Wenn noch ein r- davorgesetzt wird (das wohl aus iri „wollen“ verkürzt ist), entsteht eine Futurform:
- r-ad-amẓǝɣ „ich werde nehmen“
- r-a-iskǝr „er wird tun“
- azǝkka r-ad-ftuɣ s-ǝssuq „morgen werde ich auf den Markt gehen“

#### Durativ
Der Durativ wird normalerweise mit einem Präfix ar kombiniert. Diese Form bezeichnet eine gerade verlaufende oder eine wiederholte Handlung und entspricht oft unserem Präsens:
- ar išǝtta „er isst gerade; er isst gewöhnlich“

Man kann aber ganz generell die meisten Verbalformen anstatt vom normalen Stamm auch vom Durativstamm bilden, wobei das Element ar dann fehlt. Dies betrifft den Imperativ:
- ut „schlage!“ – (Durativstamm:) kkat „schlage (wiederholt)!“

Aber auch eine Wunschform auf Durativbasis ist möglich (dann mit Präfix ad- statt ar-). Solche Bildungen werden aber selten verwendet.

#### Partizip
Das Verb bildet eine Form, die als Partizip bezeichnet wird. Man kann sie mit einem Relativsatz übersetzen, dessen Subjekt mit dem Bezugswort identisch ist. Das Partizip des Präteritums hat zwei Formen:
- Singular: formal bestehend aus der 3.Pers.sg.mask. des Präteritums + einer Endung -n
- Plural: formal bestehend aus der 3.Pers.pl.mask. des Präteritums + einer Endung -in

Manche Sprecher verwenden die Pluralform nicht und gebrauchen immer die erstgenannte Form.
Beispiele:
- iskrǝn „der tat; die tat“
- skǝrnin „die taten“
- yufan „der fand; die fand“
- ufanin „die fanden“

Weiter gibt es ein Partizip des Futurs, das mit r-a + der 3.Pers.sg.mask. des Aorists gebildet wird (hier ist keine Pluralform gebräuchlich):
- r-a-iskǝr „der tun wird; die tun wird; die tun werden“
- r-a-yaf „der finden wird; die finden wird; die finden werden“

Schließlich kann auch vom Durativstamm ein Partizip gebildet werden. Dieses hat dann kein Element ar:
- ittinin „der sagt; die sagt“
- ikkatǝn „der schlägt; die schlägt“
- kkatnin „die schlagen“

### Adjektiv
Adjektive zerfallen im Taschelhit in zwei Untergruppen: eine, die sich mehr wie Verben, und eine, die sich mehr wie Substantive verhält.

#### Verbartige Adjektive
Hierher gehören məqqur „groß sein“, məẓẓiy „klein sein“, ʕdəl „gut sein“ und viele weitere Adjektive. Wenn sie prädikativ verwendet werden, nehmen sie dieselben Personalaffixe an wie Verben:
- iməqqur ufrux-ad „dieses Kind ist groß“

Wenn sie attributiv verwendet werden, stehen sie nach dem Bezugswort, und zwar in der Form des Partizips:
- argaz iməqqurən „der große Mann“
- tamɣart iməqqurən „die große Frau“
- irgazən məqqurnin „die großen Männer“
- timɣarin məqqurnin „die großen Frauen“

#### Substantivartige Adjektive
Diese Gruppe der Adjektive bildet wie die Substantive zwei Genera und Numeri. Hierzu gehören vor allem die Farbadjektive. Beispiele:
|                  | mask. sg. | mask. pl. | fem. sg.  | fem. pl.   |
| ---------------- | --------- | --------- | --------- | ---------- |
| alt (von Dingen) | aqdim     | iqdimǝn   | taqdimt   | tiqdimin   |
| gelb             | awraɣ     | iwraɣǝn   | tawraɣt   | tiwraɣin   |
| schwarz          | asǝggan   | isǝggann  | tasǝggant | tisǝgganin |
| weiß             | umlil     | umlilǝn   | tumlilt   | tumlilin   |

Das Adjektiv steht nach seinem Bezugswort und kongruiert mit ihm:
- afullus umlil „der weiße Hahn“
- tafullust tumlilt „das weiße Huhn“

In prädikativer Funktion erscheint es mit dem Hilfsverb ga:
- afullus iga umlil „der Hahn ist weiß“
- tafullust tga tumlilt „das Huhn ist weiß“
- tifullusin gant tumlilin „die Hühner sind weiß“

### Direktes Objekt

#### Nominales direktes Objekt
Das nominale direkte Objekt steht in der Normalform des Substantivs (état libre) ohne besondere Markierung.

#### Pronominales direktes Objekt
Der pronominale Akkusativ wird durch Suffixe am Verb wiedergegeben, die oben im Abschnitt „Personalpronomen“ aufgelistet sind:
- fǝhmǝɣ „ich habe verstanden“ – fǝhmǝɣ-k „ich habe dich verstanden“
- zzənzəɣ „ich habe verkauft“ – zzənzəɣ-t „ich habe es verkauft“

### Dativ

#### Nominaler Dativ
Der nominale Dativ wird mit der Präposition i gebildet.

#### Pronominaler Dativ
Der pronominale Dativ wird durch Suffixe am Verb wiedergegeben, die oben im Abschnitt „Personalpronomen“ aufgelistet sind:
- inna „er sagte“ – inna-yyi „er sagte mir“ – inn-as „er sagte ihm/ihr“

Wenn ein Dativsuffix und ein Akkusativsuffix vorhanden sind, steht das Dativsuffix zuerst:
- fk-as-tǝn „gib sie(pl.) ihm/ihr!“

### Präpositionen

#### Einfache Präpositionen
Das Taschelhit besitzt Präpositionen. Auf diese folgt entweder ein Substantiv, das dann im état d’annexion erscheint, oder ein Suffixpronomen (Formen siehe oben im Abschnitt „Personalpronomen“). Die meisten Präpositionen haben vor Substantiv und vor Suffixpronomen unterschiedliche Stämme:
- ɣ „in“ – gi „in mir“ – gi-s „in ihm“
- s „zu“ – sr-i „zu mir“ – sǝr-s „zu ihm“
- d „mit“ – did-i „mit mir“ – did-ǝs „mit ihm“
- f „auf“ – fǝlla „auf mir“ – fǝlla-s „auf ihm“
- dar „bei“ – dar-i „bei mir“ – dar-s „bei ihm“

d „mit“ kann auch für „und“ stehen:
- argaz t-təmɣart „der Mann und die Frau“ (assimiliert aus d-təmɣart)
- tamɣart d-urgaz „die Frau und der Mann“

Es kann aber keine zweite Präposition darauf folgen, wohingegen man bei der Koordination im Deutschen die Präposition gerne wiederholt:
- ɣ-tgəmmi d-wurti „im Haus und Garten“, deutsch besser: „im Haus und im Garten“

Die Präposition dar „bei“ dient, meist zusammen mit dem Verb ili „(an einem Ort) sein“, als Entsprechung unseres „haben“:
- illa dar-i aɣyul „bei mir ist ein Esel“ = „ich habe einen Esel“

#### Arabische Präpositionen
Einige Präpositionen sind arabischen Ursprungs und verhalten sich anders: Nach ihnen steht das Substantiv im état libre, und das Pronomen wird nicht in Form eines einfachen Suffixes, sondern eines Possessivsuffixes angehängt:
- bla „ohne“ – bla argaz „ohne den Mann“ – bla-nu „ohne mich“ – bla-nnǝs „ohne ihn“
- bǝʕd-inu „nach mir“ – bǝʕd-ǝnnǝs „nach ihm“

### Komplexpräpositionen
Durch die Verbindung einfacher Präpositionen mit Lokalausdrücken kann man komplexe Präpositionen bilden:
- ɣ-wammas n-waman „in der Mitte(ammas) des Wassers“, d. h. „inmitten des Wassers“
- ɣ-tɣurdin n-tizi „auf der Hinterseite(tiɣurdin) des Hügels“, d. h. „hinter dem Hügel“

### Verbalsatz
Die normale Wortstellung im Satz mit verbalem Prädikat ist entweder Verb-Subjekt-Objekt oder Subjekt-Verb-Objekt. Das Subjekt steht im état d’annexion, wenn es dem Verb folgt, sonst im état libre:
- ifta urgaz ~ argaz ifta „der Mann ging“

irgazǝn-ad kǝrzǝn igran
Männer-dies bearbeiteten Felder
„diese Männer haben die Felder bearbeitet“

### Nichtverbalsatz
Wenn ein Substantiv als Prädikat auftritt, erscheint normalerweise das Verb ga als Kopula:
- tgit lǝkddab „du bist ein Lügner“

In speziellen Wendungen kann die Kopula fehlen:
- ma ism-ənnək „was ist dein Name?“ = „wie heißt du?“

Bei einer Ortsbezeichnung als Prädikat verwendet man das Verb ili „(an einem Ort) sein“:
- afrux illa ɣ-tgǝmmi „das Kind ist im Haus“
- aɣyul illa ɣ-yigǝr „der Esel ist auf dem Feld“

### Negation
Die Negation lautet ur „nicht“. Sie steht vor dem Verb. Wenn das Verb im Präteritum steht, nimmt es in Verbindung mit ur oft eine besondere Form an, wie oben dargestellt.
- skrǝɣ „ich tat“ – ur skirǝɣ „ich tat nicht“

Die Wunschform mit ad- wird verneint durch ad-ur-:
- ad-skrǝɣ „ich möge tun“ – ad-ur-skrǝɣ „ich möge nicht tun“

Der Imperativ kann nicht negiert werden. Stattdessen tritt die verneinte Wunschform ein:
- skǝr „tu!“ – ad-ur-tǝskǝrt „du mögest nicht tun; tu nicht!“
- skrat „tut!“ – ad-ur-tǝskrǝm „ihr möget nicht tun; tut nicht!“

Das Futur mit r-ad- wird verneint durch ur r-ad-:
- r-ad-skrǝɣ „ich werde tun“ – ur r-ad-skrǝɣ „ich werde nicht tun“

Im Durativ wird ur-ar- zu ur-a:
- ar iskar „er tut“ – ur a iskar „er tut nicht“

### Relativsatz
Das Bezugswort eines Relativsatzes erhält meist das Suffix -ǝlli, das etwa unserem „der/die/dasjenige“ entspricht. Wenn das Bezugswort des Relativsatzes gleichzeitig sein Subjekt ist, wird das oben besprochene Partizip verwendet:
argaz-ǝlli ikǝrzǝn igǝr
Mann-derjenige bearbeitend Feld
„der Mann, der das Feld bearbeitet hat“
irgazǝn-ǝlli kǝrznin igǝr
Männer-diejenigen bearbeitende Feld
„die Männer, die das Feld bearbeitet haben“
tamɣart-ǝlli r-a-yili ɣ-tgǝmmi
Frau-diejenige FUT-OPT-ist im-Haus
„die Frau, die im Haus sein wird“
Wenn das Bezugswort das Objekt im Relativsatz ist, wird einfach die normale Verbform verwendet:
argaz-ǝlli zriɣ
Mann-derjenige ich-sah
„der Mann, den ich sah“ (Konstruktion wie in Englisch „the man I saw“)
Wenn das Bezugswort Komplement einer Präposition ist, so wird die Präposition an den Anfang des Relativsatzes gezogen. Diese Konstruktion ist für uns gewöhnungsbedürftig, aber auch in anderen Berbersprachen üblich:
tigǝmmi-lli ɣ izdǝɣ
Haus-dasjenige in er-wohnt
„das Haus, in dem er wohnt“
aḥanu-lli ɣ illa baba
Zimmer-dasjenige in ist mein-Vater
„das Zimmer, in dem mein Vater ist“
ssuq-ǝlli s r-ad-ftun
Markt-derjenige zu FUT-OPT-sie-gehen
„der Markt, zu dem (auf den) sie gehen werden“
Wenn das Bezugswort das Dativobjekt im Relativsatz ist, so erscheint am Anfang des Relativsatzes das Element mu (statt i):
argaz-ǝlli mu zzǝnziɣ ayyis-inu
Mann-derjenige DAT ich-verkaufte Pferd-mein
„der Mann, dem ich mein Pferd verkauft habe“

### Fokus
Nicht unwichtig ist im Taschelhit eine Fokuskonstruktion, die folgenden Aufbau hat: fokussiertes Element + Kopula ad (deren d vor i- entfällt und vor manchen Konsonanten assimiliert wird) + Partizip. In der Fokuskonstruktion wird die Pluralform des Partizips nicht verwendet. Beispiele:
nǝttni a izrin
sie KOP vorbeigegangen
„sie sind es, die vorbeigingen“
nǝttni ar r-a-izri
sie KOP FUT-OPT-vorbeigehen
„sie sind es, die vorbeigehen werden“

### Fragesatz

#### Wortfragen
Gängige Fragewörter sind z. B. m „wer; was“, mǝnšk „wie viel“, manaku „wann“. Fragen mit Fragewort müssen grundsätzlich die Form einer Fokuskonstruktion haben. Wenn das Fragewort Subjekt ist, steht das Verb also im Partizip:
m a innan awal-ad
wer KOP sagend Wort-dieses
„wer ist es, der dieses Wort gesagt hat?“ = „wer hat dieses Wort gesagt?“
mǝnšk n-waman a illan ɣ-wanu
wie viel von-Wasser KOP seiend in-Brunnen
„wie viel Wasser ist es, das im Brunnen ist?“ = „wie viel Wasser ist im Brunnen?“
m a illan
was KOP seiend
„was ist es, was ist?“ = „was gibt es?“
Wenn das Fragewort Objekt ist, steht kein Partizip:
m at tǝskǝrt
was KOP du-tatest
„was ist es, was du getan hast?“ = „was hast du getan?“
mǝnšk at tǝššit
wie viel KOP du-aßest
„wie viel ist es, was du gegessen hast?“ = „wie viel hast du gegessen?“
Dieselbe Konstruktion in:
manaku ar r-a-iftu
wann KOP FUT-OPT-er-geht
„wann wird er gehen?“
Präpositionen stehen gemäß der üblichen Regel am Anfang des Relativsatzes:
m ad d isawl
wer KOP mit er-sprach
„mit wem hat er gesprochen?“
m ad dar insa
wer KOP bei er-übernachtete
„bei wem hat er übernachtet?“
m a mu tǝnnit awal-ad
wer KOP DAT du-sagtest Wort-dieses
„wem hast du dieses Wort gesagt?“
„Wo?“ und „wohin?“ werden in analoger Weise mit den Präpositionen ɣ „in“ bzw. s „zu“ ausgedrückt (oder vereinfacht gesagt, „wo“ heißt maɣ und „wohin“ heißt mas):
m a ɣ izdǝɣ
was KOP in er-wohnt
„wo wohnt er?“
m a s ifta
was KOP zu er-ging
„wohin ist er gegangen?“
„Warum?“ kann durch „worauf?“ ausgedrückt werden (oder vereinfacht gesagt, „warum“ heißt maf):
m a f tukwǝrt
was KOP auf du-stahlst
„warum hast du gestohlen?“.

#### Satzfragen
Satzfragen werden durch das Wörtchen is eingeleitet:
is tǝftit s-ǝssuq iḍgam
FRAGE du-gingst zum-Markt gestern
„bist du gestern auf den Markt gegangen?“
is tgit ašǝlḥi?
FRAGE du-bist Schǝlh
„bist du ein Schǝlh?“
Das Element is kann im Übrigen auch „dass“ bedeuten:
- ssnǝɣ is illa ɣ-ǝssuq „ich weiß, dass er auf dem Markt ist“

### Enklitika
Bestimmte Elemente wie akkusativische oder dativische Objektsuffixe sowie Kombinationen von Präposition und Personalsuffix gelten als Enklitika. Sie stehen im Prinzip an der zweiten Stelle im Satz, also normalerweise nach dem Verb. Wenn dem Verb aber z. B. eine Partikel wie ur „nicht“, is (Frage), ǝlli (Relativpartikel) oder ein Fragepronomen vorausgeht, so stehen die Enklitika direkt nach diesem. Beispiele:
- fǝhmǝɣ-k „ich habe dich verstanden“ – ur-k fhimǝɣ „ich habe dich nicht verstanden“
- tǝnnit-as „du hast ihm gesagt“ – is-as tǝnnit „hast du ihm gesagt?“
- illa darǝk „bei dir ist / du hast“ – ur darǝk illi „du hast nicht“
- ifta sǝr-s „er ist dorthin gegangen“ – is sǝr-s ifta „ist er dorthin gegangen?“
- izzǝnza-t „er hat es verkauft“ – maf-t izzǝnza „warum hat er es verkauft?“

afrux-ǝlli-t yutǝn
Kind-dasjenige-ihn schlagend
„das Kind, das ihn schlug“
ak-k iʕawn rǝbbi
OPT(ad)-dich hilft Gott
„möge Gott dir helfen!“

## Wortschatz
Einige Elemente aus dem Grundwortschatz; Verben sind im Imperativ zitiert:
| Auge   | tiṭṭ    |
| drei   | kraḍ    |
| eins   | yan     |
| essen  | əšš     |
| Frau   | tamɣart |
| fünf   | səmmus  |
| geben  | əfk     |
| gehen  | ftu     |
| groß   | məqqur  |
| gut    | ʕdəl    |
| Hand   | afus    |
| hören  | ssfəld  |
| Mann   | argaz   |
| Mund   | imi     |
| Name   | isəm    |
| sagen  | ini     |
| sehen  | ẓər     |
| vier   | kkuẓ    |
| Wasser | aman    |
| wissen | ssən    |
| zwei   | sin     |

Das Taschelhit besitzt nicht nur zahlreiche arabische Fremdwörter, sondern auch eine beträchtliche Zahl von lateinischen Entlehnungen aus der Antike. Viele davon gehören in den Bereich der Landwirtschaft. Soweit es sich um Substantive handelt, wurden sie oft mit dem Präfix a- oder i- (bei Feminina ta-) versehen. Beispiele:
- tafarnut „Backofen“ (< lat. furnus)
- tafirast „Birne“ (< lat. pirus)
- abaw „Bohne“ (< lat. faba)
- ikikər „Erbse“ (< lat. cicer)
- asnus „Eselsfüllen, Jungtier vom Esel“ (< lat. asinus „Esel“)
- arumi „Europäer“ (eigentlich „Römer“)
- ifilu „Faden“ (< lat. filum)
- igər „Feld“ (< lat. ager)
- urti „Garten“ (< lat. hortus)
- afullus „Huhn“ (< lat. pullus)
- tayuga „Ochsengespann“ (< lat. iugum)
- taɣawsa „Sache“ (< lat. causa)
- tasarut „Schlüssel“ (< lat. sera)
- tanawt „Segelboot“ (< lat. navis)
- taggurt „Tür“ (< lat. porta)
- takira „Wachs“ (< lat. cera)

Hierzu gehören auch alle zwölf Monatsnamen, welche folgendermaßen lauten: innayr, brayr, mars, ibril, mayyuh, yunyuh, yulyuz, ɣušt, šutanbir, ktubər, nuwanbir, dužanbir.